# スペンサー・ディンウィディー
- スペンサー・ディンウィディ

スペンサー・グレイ・ディンウィディー（Spencer Gray Dinwiddie 1993年4月6日 - ）は、アメリカ合衆国カリフォルニア州ロサンゼルス出身のプロバスケットボール選手。NBAのシャーロット・ホーネッツに所属している。ポジションはポイントガードまたはシューティングガード。

## 経歴

### ハイスクール
ウィリアム・ハワード・タフト高等学校在籍時、ディンウィディーはジョーダン・ファーマー以来の卓越した選手だと考えられていた。2年生の時は、後に同じく2014年のNBAドラフトに指名されるデアンドレ・ダニエルズと共に出場し、先発ポイントガードとして平均5.9得点 4.1アシストの成績を残した。最終年度は平均11.2得点 7.7アシストとさらに成績を伸ばしている。同高校の歴史で最も優れたパサーの一人と認識され、ロサンゼルス市区のJohn R Wooden賞を獲得。さらにライアン・アンダーソンを抑え、カリフォルニア・ミスターバスケットボールにも輝いている。このような賞を獲得した3年生の選手としては、全国でたった7人しかいない内の1人であった。
ディンウィディとダニエルズの強力なデュオの活躍があり、最終年度では市のチャンピオンとなる。この活躍が近隣のバスケットボール競合大学の注目をディンウィディへ向けさせることになり、最終的にハーバード大学、オレゴン州立大学、サンタクララ大学、ネバダ大学ラスベガス校などの候補から、コロラド大学を選んだ。
Rivals.com上での評価は3つ星とされ、2011年の選手としては全国で146番目の選手、ポイントガードとしては25番目の評価とされている。

### カレッジ
コロラド大学でのレギュラーシーズン初めての試合で、ディンウィディーは7得点(2-9)7リバウンドという成績を残し、フォート・ルイス大学相手の32点差勝利に貢献する。その後、6試合目にはジョージア大学相手に2桁得点、初めてのFG% .500を超えた試合だった。この試合の最終盤に勝利を決める3本のフリースローを沈めている。ディンウィディーは同じく1年生のアスキア・ブッカーと新たなデュオを結成しシーズン成績で合計677点、それぞれでは250点以上を挙げ、学校の歴史に名を遺した。チームはパシフィック12カンファレンスを勝ち抜き、2002-2003シーズン以来のNCAA男子バスケットボールトーナメントの出場権を獲得。ディンウィディーはフリースロー成功率でチーム1位、1年生で3位の結果を残した。
全国大会では3ポイントシュート成功率で .438という結果を残し、パシフィック12カンファレンスのオール・フレッシュマンチームにトニー・ローテンと共に選出される。Pac-12の新人で唯一FG% .400を超えた選手となった。
2年生時、カーロン・ブラウンとネイト・トムリンソンの卒業は、ディンウィディーがブレイクアウトするシーズンのきっかけとなった。アシスト数でチームトップの成績を残し、2年連続でNCAA男子バスケットボールトーナメントに出場し2回戦まで進出。1963年のシーズン以来、2年連続出場したのは初めてであった。チームはチャールストン・クラシックを制したが、その時ディンウィディーは3試合でスモールフォワードを務めている。
3年生時の2014年1月に左膝の前十字靭帯断裂の重傷を負い、先行きに暗雲が立ち込める中、ディンウィディーは敢えて2014年のNBAドラフトにアーリーエントリーを表明した。

### デトロイト・ピストンズ
2014年6月26日に行われたNBAドラフトにて2巡目全体38位でデトロイト・ピストンズから指名された。
1年目の2014-15シーズンは膝の負傷の影響もあり34試合の出場に止まり、2015-16シーズンもNBADリーグで大半を過ごした。

### ブルックリン・ネッツ
2016-17シーズン開幕前の2016年6月17日にキャメロン・ベアストウとのトレードでシカゴ・ブルズへ放出されたが、10月21日に解雇された。解雇後に傘下のウィンディシティ・ブルズへ送られた。
12月8日にブルックリン・ネッツとの契約に合意した。
2017-18シーズン、2018年2月17日に行われたNBAスキルチャレンジに出場し優勝。このシーズン、NBA最成長選手賞の最終候補となった（ビクター・オラディポが受賞）。

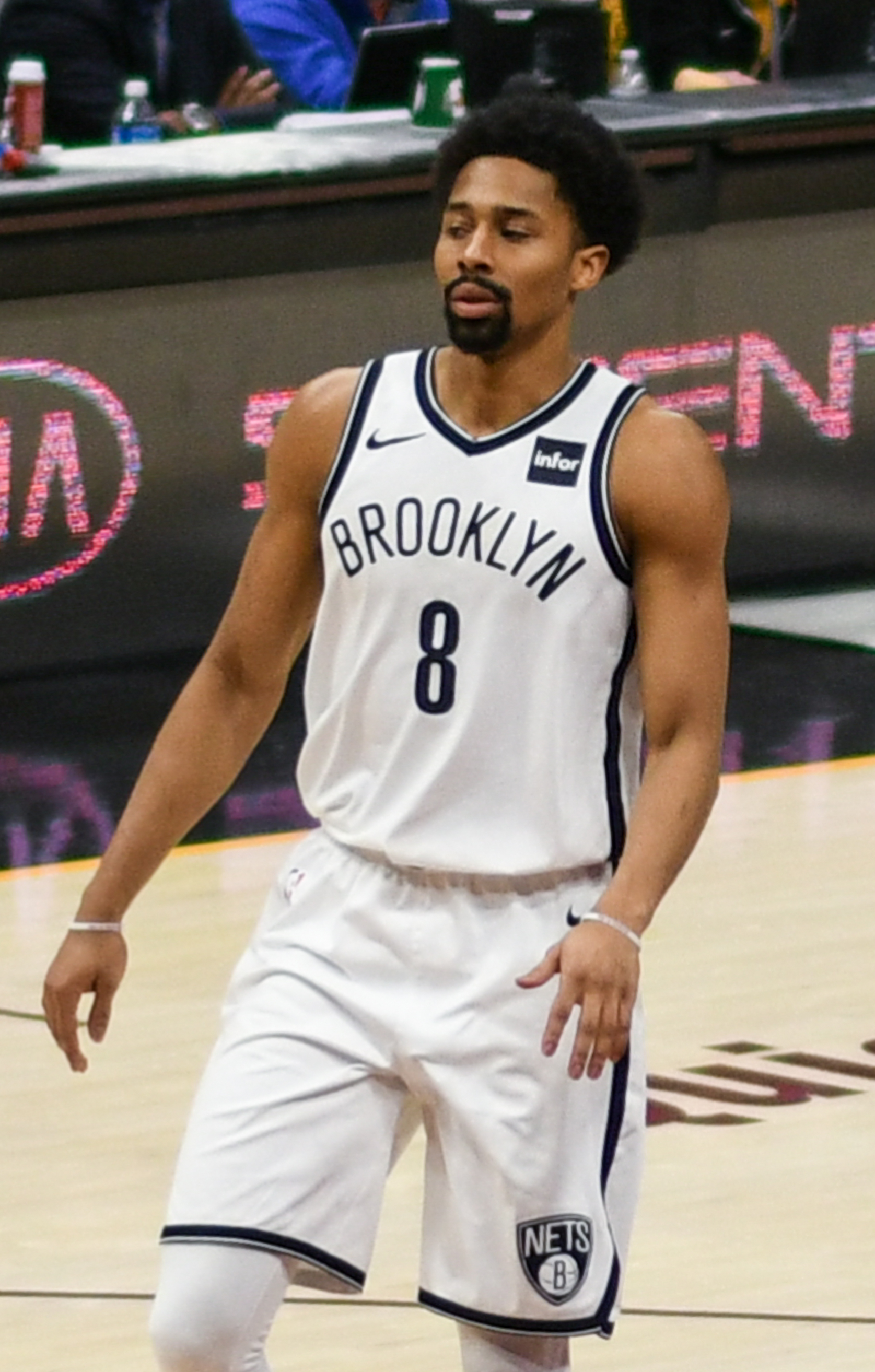
ネッツでのディンウィディー
(2018年)

2018-19シーズン、2018年12月13日にネッツとの3年総額3,400万ドルの延長契約に合意した（3年目の2021-22シーズンはプレーヤーオプション）。このシーズンはディアンジェロ・ラッセルに先発を奪われ、68試合に平均28.1分の出場で、16.8得点・2.4リバウンド・4.6アシストなどを記録した。
2019-20シーズンからは先発に定着した。2020年11月25日に週間MVPを受賞した。2019年12月20日のサンアントニオ・スパーズ戦で自身初の40得点以上となる41得点を記録した。このシーズンは64試合(49先発)に平均31.2分の出場で、20.6得点・3.5リバウンド・6.8アシストなどを記録した。
2020-21シーズンは2020年12月27日のシャーロット・ホーネッツ戦で第3クォーターにドライブした際に不自然な着地をして途中退場となり、右膝前十字靭帯を断裂。シーズン残り試合の欠場が発表された。オフにプレイヤーオプションを破棄してFAとなった。

### ワシントン・ウィザーズ
2021-22シーズン開幕前の8月4日にサイン・アンド・トレードで3年総額6,200万ドルの契約に合意し、ラッセル・ウェストブルックやカイル・クーズマなどが絡む5チーム間の大型トレードによりワシントン・ウィザーズへ移籍した。

### ダラス・マーベリックス
2022年2月10日にクリスタプス・ポルジンギス、ドラフト2巡目指名権とのトレードで、ダービス・ベルターンスと共にダラス・マーベリックスへ移籍した。移籍後は復調し、3月5日のサクラメント・キングス戦では36得点を記録。さらに同月16日には古巣のネッツを相手に逆転のブザービーターとなる3ポイントシュートを沈め、チームを勝利に導いた。

### ネッツ復帰
2023年2月6日にカイリー・アービング、マーキーフ・モリスとのトレードで、ドリアン・フィニー＝スミス、2029年のドラフト1巡目指名権、2つのドラフト2巡目指名権と共に古巣であるブルックリン・ネッツへ移籍した。
2024年2月8日にデニス・シュルーダー、サディアス・ヤングとのトレードでトロント・ラプターズへ放出されたが、その後に解雇された。

### ロサンゼルス・レイカーズ
2024年2月10日にロサンゼルス・レイカーズと契約を結んだ。

### マーベリックス復帰
4月3日に古巣であるダラス・マーベリックスと契約を結んだ。

### シャーロット・ホーネッツ
2025年7月13日にシャーロット・ホーネッツと契約を結んだ。

## 個人成績

### NBA

#### レギュラーシーズン
| シーズン  | チーム | GP  | GS  | MPG  | FG%  | 3P%  | FT%   | RPG | APG | SPG | BPG | PPG  |
| --------- | ------ | --- | --- | ---- | ---- | ---- | ----- | --- | --- | --- | --- | ---- |
| 2014–15   | DET    | 34  | 1   | 13.4 | .302 | .185 | .912  | 1.4 | 3.1 | .6  | .2  | 4.3  |
| 2015–16   | DET    | 12  | 0   | 13.3 | .352 | .100 | .576  | 1.4 | 1.8 | .3  | .0  | 4.8  |
| 2016–17   | BKN    | 59  | 18  | 22.6 | .444 | .376 | .792  | 2.8 | 3.1 | .7  | .4  | 7.3  |
| 2017–18   | BKN    | 80  | 58  | 28.8 | .387 | .326 | .813  | 3.2 | 6.6 | .9  | .3  | 12.6 |
| 2018–19   | BKN    | 68  | 4   | 28.1 | .442 | .335 | .806  | 2.4 | 4.6 | .6  | .3  | 16.8 |
| 2019–20   | BKN    | 64  | 49  | 31.2 | .415 | .308 | .778  | 3.5 | 6.8 | .6  | .3  | 20.6 |
| 2020–21   | BKN    | 3   | 3   | 21.3 | .375 | .286 | 1.000 | 4.3 | 3.0 | .7  | .3  | 6.7  |
| 2021–22   | WAS    | 44  | 44  | 30.2 | .376 | .310 | .819  | 4.7 | 5.8 | .6  | .2  | 12.6 |
| 2021–22   | DAL    | 23  | 7   | 28.3 | .498 | .404 | .725  | 3.1 | 3.9 | .7  | .3  | 15.8 |
| 2021-22計 | DAL    | 67  | 51  | 29.6 | .416 | .339 | .774  | 4.2 | 5.2 | .7  | .2  | 13.7 |
| 2022–23   | DAL    | 53  | 53  | 34.1 | .455 | .405 | .821  | 3.1 | 5.3 | .7  | .3  | 17.7 |
| 2022–23   | BKN    | 26  | 26  | 35.3 | .404 | .289 | .797  | 4.1 | 9.1 | 1.1 | .3  | 16.5 |
| 2022-23計 | BKN    | 79  | 79  | 34.5 | .348 | .369 | .812  | 3.4 | 6.5 | .8  | .3  | 17.3 |
| 2023–24   | BKN    | 48  | 48  | 30.7 | .391 | .320 | .781  | 3.3 | 6.0 | .8  | .2  | 12.6 |
| 2023–24   | LAL    | 28  | 4   | 24.2 | .397 | .389 | .880  | 1.7 | 2.4 | .5  | .5  | 6.8  |
| 2023-24計 | LAL    | 76  | 52  | 28.3 | .392 | .337 | .805  | 2.7 | 4.7 | .7  | .3  | 10.5 |
| 2024–25   | DAL    | 79  | 30  | 27.0 | .416 | .334 | .802  | 2.6 | 4.4 | .9  | .2  | 11.0 |
| 通算      | 通算   | 621 | 345 | 27.7 | .414 | .333 | .796  | 3.0 | 5.1 | .7  | .3  | 13.0 |

#### プレーオフ
| シーズン | チーム | GP | GS | MPG  | FG%   | 3P%  | FT%  | RPG | APG | SPG | BPG | PPG  |
| -------- | ------ | -- | -- | ---- | ----- | ---- | ---- | --- | --- | --- | --- | ---- |
| 2016     | DET    | 1  | 0  | 2.0  | 1.000 | ---  | ---  | .0  | 1.0 | .0  | .0  | 2.0  |
| 2019     | BKN    | 5  | 0  | 26.2 | .435  | .375 | .714 | 2.6 | 1.6 | .4  | .0  | 14.6 |
| 2022     | DAL    | 18 | 3  | 27.8 | .417  | .417 | .821 | 2.4 | 3.6 | .8  | .3  | 14.2 |
| 2023     | BKN    | 4  | 4  | 39.8 | .431  | .389 | .682 | 3.3 | 6.5 | 1.3 | .3  | 16.5 |
| 2024     | LAL    | 5  | 0  | 14.6 | .357  | .250 | .500 | 1.4 | 1.6 | .4  | .2  | 3.0  |
| 通算     | 通算   | 33 | 7  | 26.2 | .422  | .397 | .761 | 2.3 | 3.3 | .7  | .2  | 12.5 |

### カレッジ
| シーズン | チーム   | GP | GS | MPG  | FG%  | 3P%  | FT%  | RPG | APG | SPG | BPG | PPG  |
| -------- | -------- | -- | -- | ---- | ---- | ---- | ---- | --- | --- | --- | --- | ---- |
| 2011–12  | コロラド | 36 | 36 | 27.4 | .402 | .438 | .816 | 3.6 | 1.8 | .8  | .3  | 10.0 |
| 2012–13  | コロラド | 33 | 33 | 32.5 | .415 | .338 | .825 | 3.2 | 3.0 | 1.3 | .5  | 15.3 |
| 2013–14  | コロラド | 17 | 17 | 31.1 | .466 | .413 | .857 | 3.1 | 3.8 | 1.5 | .2  | 14.7 |
| 通算     | 通算     | 86 | 86 | 30.1 | .420 | .386 | .830 | 3.3 | 2.6 | 1.1 | .3  | 13.0 |